# Biogno (Lugano)

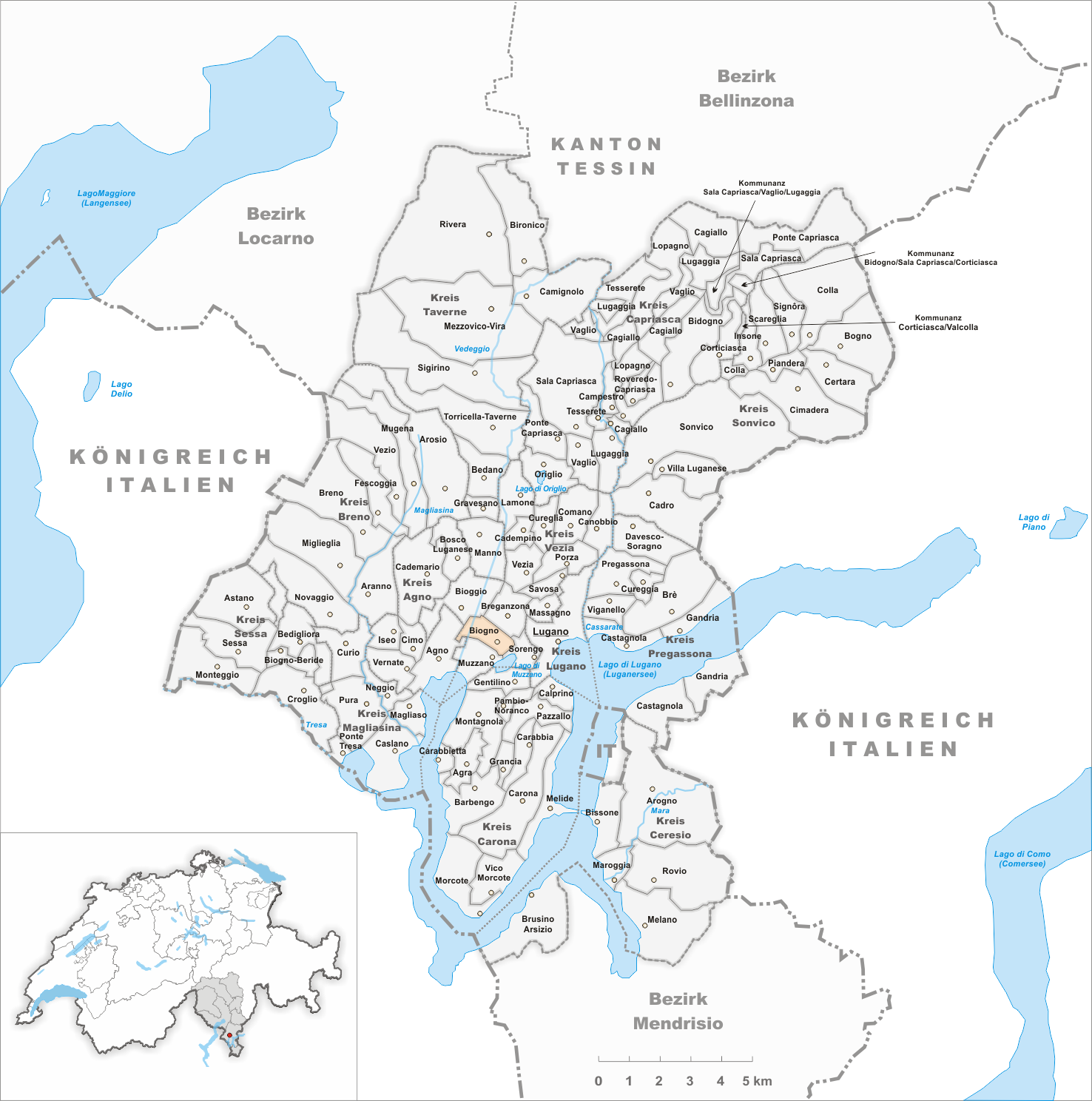
Gemeindestand vor der Fusion am 24. Juni 1924

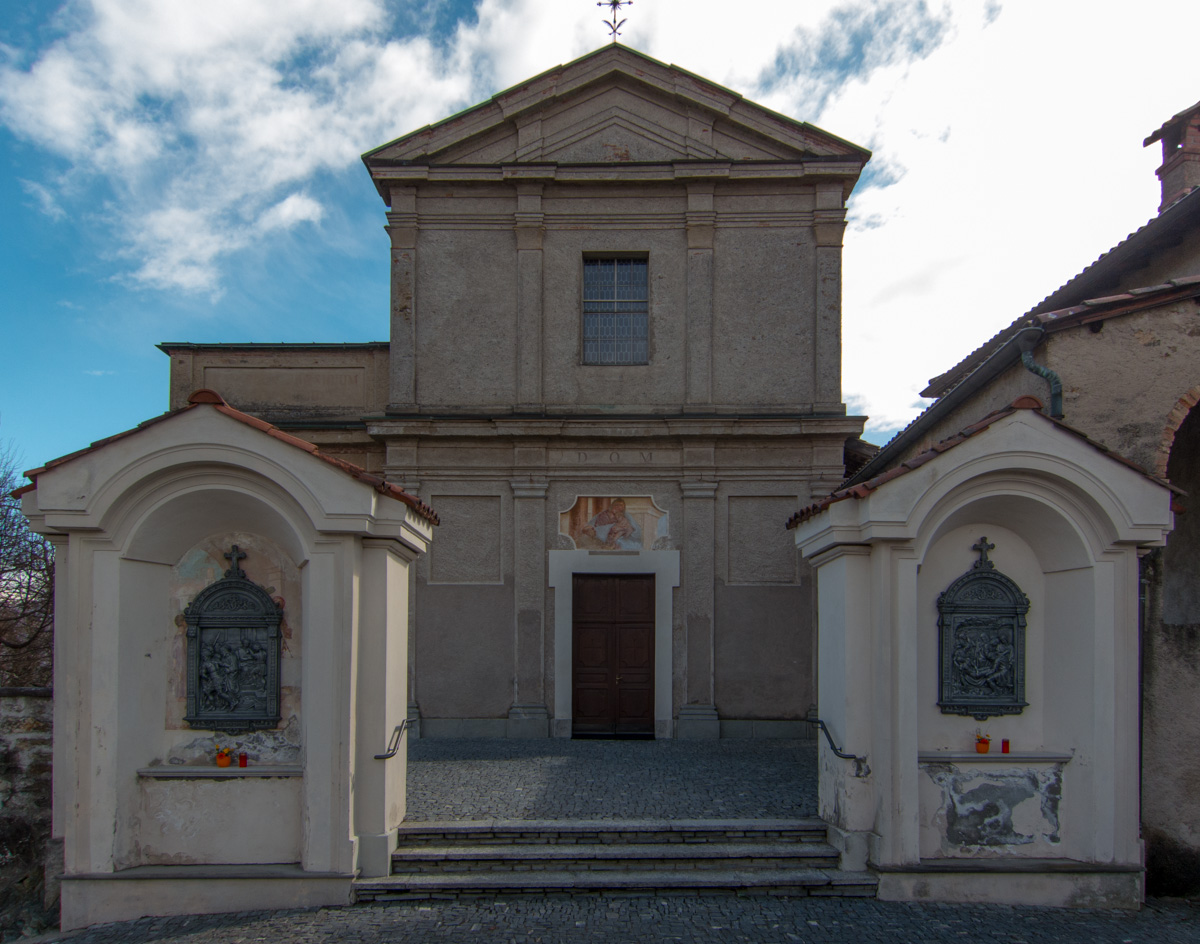
Kirche von Biogno

Biogno ist eine Ortschaft und frühere politische Gemeinde im Bezirk Lugano des Kantons Tessin in der Schweiz. Das Dorfbild ist im Inventar der schützenswerten Ortsbilder der Schweiz (ISOS) als schützenswertes Ortsbild der Schweiz von nationaler Bedeutung eingestuft.

## Geographie
Das Dorf liegt auf 470 m ü. M. an der Strasse Muzzano TI-Vezia; 2,4 km westlich von Lugano.

## Geschichte
Eine erste Erwähnung findet das Dorf im Jahr 1022 unter dem damaligen Namen Biogno.

## Bevölkerung

### Bevölkerungsentwicklung
Einwohnerzahlen: Volkszählungsdaten
Die Bevölkerungszahl pendelte im 19. Jahrhundert zwischen etwa 160 und 200 Personen. Im Jahr 1902 hatte Biogno 179 Einwohner.

## Gemeindefusion
Die Gemeinde wurde mit Dekret vom 24. Juni 1924 aufgelöst und auf die Gemeinden Bioggio und Breganzona aufgeteilt.

## Sehenswürdigkeiten
Das Dorfbild ist im Inventar der schützenswerten Ortsbilder der Schweiz (ISOS) als schützenswertes Ortsbild der Schweiz von nationaler Bedeutung eingestuft.
- Pfarrkirche Santi Quirico und Giulitta[5]
- Friedhof mit Marmorstatuen[5]
- Kreuzwegkapellen[5]

## Persönlichkeiten
- Hans Grimm (1905–1998), Filmregisseur und Tonmeister.